# فيليب هولوشكو
فيليب هولوشكو (بالسلوفاكية: Filip Hološko)‏ (مواليد 17 يناير 1984 في بيشتاني) لاعب كرة قدم سلوفاكي يلعب حاليا لصالح نادي بشيكتاش التركي.

## روابط خارجية
- فيليب هولوشكو على موقع الاتحاد الدولي (مؤرشف)  (الإنجليزية)
- فيليب هولوشكو على موقع الاتحاد الأوربي (الإنجليزية)
- فيليب هولوشكو على موقع اتحاد تركيا (لاعب) (الإنجليزية)
- فيليب هولوشكو على موقع قاعدة بيانات كرة القدم.إي يو (الإنجليزية)
- فيليب هولوشكو على موقع ناشيونال فوتبول تيمز (الإنجليزية)
- فيليب هولوشكو على موقع Soccerway.com (الإنجليزية)
- فيليب هولوشكو على موقع عالم كرة القدم.نت (الإنجليزية)